# 全インド医科大学
全インド医科大学（ぜんインドいかだいがく, अखिल भारतीय आयुर्विज्ञान संस्थान（ヒンディー語）, All India Institute of Medical Sciences / AIIMSes）は、1956年に創立されたインドの国立大学。ニューデリー校を筆頭に、インド各地にキャンパスを展開している。

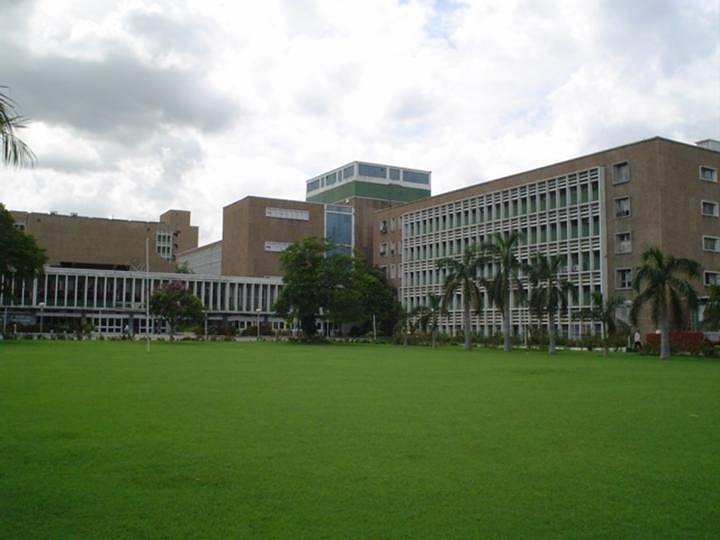
ニューデリー校

## 概要
全インド医科大学ニューデリー校は、学部課程と大学院課程において、医学、看護学、および関連する健康科学の質の高い教育機会を提供することを目的としている。
以下のような学位を取得する課程を開設している。
- 医学外科学学士（Bachelor of Medicine and Surgery, Medicinæ Baccalaureus & Baccalaureus Chirurgiæ / MBBS）
  - 医学修士（Master of Surgery / MS）
  - 外科学修士（Master of Surgery, Chirurgiæ Magister / MCh）
    - 医学博士（Doctor of Medicine, Medicinæ Doctor / MD）
    - 外科学博士（Doctor of Medicine, Medicinæ Doctor / DM）
- 理学学士（Bachelor of Science, Scientiæ Baccalaureus / BSc）
- 理学学士（人間生物学）（BSc Human Biology）（2003年まで） 
  - 理学修士（Master of Science, Scientiæ Magister / MSc）
  - 生物工学修士（MBiotech）
    - 学術博士（Doctor of Philosophy, Philosophiæ Doctor / PhD）

また、第三次医療を行なう医療機関としても機能できるよう、附属の大学病院が併設されている。ここでは毎年150万人の外来患者が治療され、8万人の入院患者が処置を受けており、10万件以上の手術が行なわれている。
とかく政界の事情に左右され、運営方針が常に動揺しており、附属大学病院の第三次医療の場としての機能も低下して、研究者の育成や教育の重視に問題を来している。しかし、医学の革新や診断法と外科技術の教育に果たした役割は非常に大きい。
インドの週刊誌インディア・トゥデイの2000年以降の医科大学の番付では、2001年、2003年、2004年、2005年に最優秀大学に選定されている。
卒業生は「AIIMSonians」と呼ばれ、選良集団として世界的な連絡網を持っている。

## 沿革
全インド医科大学は、1956年に議会法によって国家事業として設立が定められ、ニュージーランド政府の資金援助によりニューデリーに創立された。
2000年代以降インド政府は、全インド医科大学の系列の機関を、6つ国内各地に設立することを計画し、2012年に全インド医科大学ボーパール校、ブバネーシュワル校、ジョードプル校、パトナ校、リシケーシュ校（デヘラードゥーン）の6校が開学した。これにより、従来のニューデリーのAIIMSをAIIMSニューデリー校、新開学の各校を含めた全インド医科大学全体をAIIMSesと呼称するようになった。

## 所在地
| 校名                      | 設立年 | 所在地             | 州                               |
| ------------------------- | ------ | ------------------ | -------------------------------- |
| AIIMS New Delhi（英語）   | 1956年 | ニューデリー       | デリー首都圏                     |
| AIIMS Bhopal（英語）      | 2012年 | ボーパール         | マディヤ・プラデーシュ州         |
| AIIMS Bhubaneswar（英語） | 2012年 | ブバネーシュワル   | オリッサ州                       |
| AIIMS Jodhpur（英語）     | 2012年 | ジョードプル       | ラージャスターン州               |
| AIIMS Patna（英語）       | 2012年 | パトナ             | ビハール州                       |
| AIIMS Raipur（英語）      | 2012年 | ラーイプル         | チャッティースガル州             |
| AIIMS Rishikesh（英語）   | 2012年 | リシケーシュ       | ウッタラーカンド州               |
| AIIMS Raebareli（英語）   | 2013年 | ラーイバレーリー   | ウッタル・プラデーシュ州         |
| AIIMS Bathinda（英語）    | 2015年 | バティンダー       | パンジャーブ州                   |
| AIIMS Nagpur              | 2018年 | ナーグプル         | マハーラーシュトラ州             |
| AIIMS Gorakhpur           | 2019年 | ゴーラクプル       | ウッタル・プラデーシュ州         |
| AIIMS Deoghar（英語）     | 2019年 | デーヴガル         | ジャールカンド州                 |
| AIIMS Kalyani             | 2019年 | カリヤーニー       | 西ベンガル州                     |
| AIIMS Bibinagar（英語）   | 2019年 | ビービーナガル     | テランガーナ州                   |
| AIIMS Mangalagiri（英語） | 2020年 | マンガラギリ       | アーンドラ・プラデーシュ州       |
| AIIMS Guwahati（英語）    | 2020年 | チャーングサーリー | アッサム州                       |
| AIIMS Vijaypur（英語）    | 2020年 | ヴィジャイプル     | ジャンムー・カシミール連邦直轄領 |
| AIIMS Bilaspur（英語）    | 2020年 | ビラースプル       | ヒマーチャル・プラデーシュ州     |
| AIIMS Rajkot（英語）      | 2020年 | ラージコート       | グジャラート州                   |

## 入学試験
全インド医科大学は、医学外科学学士課程に、毎年50名の学部学生を募集している。このうち一般枠は34名で、毎年6万から8万名の中等教育修了者が受験している。11名は指定カーストなどの固定枠で、5名は国外からの留学生枠である。このため、この課程への入学は非常に狭き門であると言える。